# Kukinj
Kukinj (mađ.: Kökény) je selo u središnjoj južnoj Mađarskoj.

## Zemljopis
Nalazi se na 45°59' sjeverne zemljopisne širine i 18°12' istočne zemljopisne dužine.
Površine je 4,92 km četvorna.

## Upravna organizacija
Upravno pripada Pečuškoj mikroregiji u Baranjskoj županiji. Poštanski broj je 7668.
U Kukinju se nalazi jedinica Hrvatske manjinske samouprave u Republici Mađarskoj. 
Delegat Hrvatske državne samouprave u Mađarskoj za Kukinj ulazi kao predstavnik Baranje. U sastavu od ožujka 2007. je to Milica Klaić Tarađija.

## Stanovnici
U selu žive Hrvati i Mađari. Ukupno je 566 stanovnika bilo u Kukinju 2005.

## Kultura
2006. je Kukinj dobio nagradu Najselo Hrvatske matice iseljenika.
U Kukinju djeluje hrvatsko kulturno-umjetničko društvo "Ladislav Matušek", osnovano osnovano 2000. godine. Društvo se je u početku sastojalo samo od mješovitog zbora, a vremenom je dobilo plesače iz okolnih sela, pa sada ovaj HKUD prikazuje širi spektar kulturnog blaga Hrvata iz baranjskog dijela Mađarske: pjesme, glazbu i plesove..

Od 1995. se u Kukinju održava kulturna manifestacija u organizaciji Hrvatske manjinske samouprave pod nazivom Bošnjačko sijelo.